# Župa (żupania splicko-dalmatyńska)
Župa – wieś w Chorwacji, w żupanii splicko-dalmatyńskiej, w gminie Zagvozd. W 2011 roku liczyła 53 mieszkańców.

## Osoby związane z miejscowością
- Josip Roglić(inne języki), chorwacki geograf i akademik;
- Vladimir Luetić, chorwacki akademik;
- św. Roch, tercjarz franciszkański[2];
- św. Jerzy, jeden z Czternastu Świętych Wspomożycieli.